# Marcelo Romero
Clever Marcelo Romero Silva (Montevideo, 4 luglio 1976) è un allenatore di calcio ed ex calciatore uruguaiano con passaporto spagnolo.
Da calciatore ha partecipato alla Copa América 1997, alla Copa América 1999 e al campionato del mondo 2002 con la nazionale di calcio uruguaiana

## Carriera

### Calciatore

#### Club
Inizia la carriera nel Defensor Sporting a 18 anni; trasferitosi al Peñarol, vi rimane dal 1997 al 2001, anno in cui viene acquistato dal Málaga CF, insieme al connazionale Darío Silva. Nel 2007 si è trasferito al Lucena, club delle divisioni inferiori spagnole, dal quale si è svincolato nel 2008.
Dal 2009 va negli Stati Uniti nella NASL a giocare per i Carolina RailHawks senza però scendere mai in campo per un infortunio.

#### Nazionale
Ha giocato 25 volte con la nazionale di calcio dell'Uruguay dal 1995 al 2004. Ha giocato due partite durante il campionato del mondo 2002, e ha preso parte all'infruttuosa campagna di qualificazione dell'Uruguay a Germania 2006.

### Allenatore
Dal 2014 al 2016 è viceallenatore del Málaga in Primera Division spagnola.
Il 23 dicembre 2016 viene promosso a primo allenatore in sostituzione di Juande Ramos per la seconda parte della stagione 2016-17, ma viene esonerato il 7 marzo 2017.

## Statistiche

### Cronologia presenze e reti in nazionale
| Cronologia completa delle presenze e delle reti in nazionale ― Uruguay | Cronologia completa delle presenze e delle reti in nazionale ― Uruguay | Cronologia completa delle presenze e delle reti in nazionale ― Uruguay | Cronologia completa delle presenze e delle reti in nazionale ― Uruguay | Cronologia completa delle presenze e delle reti in nazionale ― Uruguay | Cronologia completa delle presenze e delle reti in nazionale ― Uruguay | Cronologia completa delle presenze e delle reti in nazionale ― Uruguay | Cronologia completa delle presenze e delle reti in nazionale ― Uruguay |
| Data                                                                   | Città                                                                  | In casa                                                                | Risultato                                                              | Ospiti                                                                 | Competizione                                                           | Reti                                                                   | Note                                                                   |
| ---------------------------------------------------------------------- | ---------------------------------------------------------------------- | ---------------------------------------------------------------------- | ---------------------------------------------------------------------- | ---------------------------------------------------------------------- | ---------------------------------------------------------------------- | ---------------------------------------------------------------------- | ---------------------------------------------------------------------- |
| 20-9-1995                                                              | Gerusalemme                                                            | Israele                                                                | 3 – 1                                                                  | Uruguay                                                                | Amichevole                                                             | -                                                                      | 69’                                                                    |
| 17-7-1996                                                              | Pechino                                                                | Cina                                                                   | 1 – 1                                                                  | Uruguay                                                                | Amichevole                                                             | -                                                                      |                                                                        |
| 25-8-1996                                                              | Osaka                                                                  | Giappone                                                               | 5 – 3                                                                  | Uruguay                                                                | Amichevole                                                             | -                                                                      |                                                                        |
| 12-6-1997                                                              | La Paz                                                                 | Perù                                                                   | 1 – 0                                                                  | Uruguay                                                                | Coppa America 1997 - 1º turno                                          | -                                                                      | 56’                                                                    |
| 15-6-1997                                                              | Sucre                                                                  | Uruguay                                                                | 2 – 0                                                                  | Venezuela                                                              | Coppa America 1997 - 1º turno                                          | -                                                                      | 69’                                                                    |
| 18-6-1997                                                              | La Paz                                                                 | Bolivia                                                                | 1 – 0                                                                  | Uruguay                                                                | Coppa America 1997 - 1º turno                                          | -                                                                      |                                                                        |
| 20-7-1997                                                              | La Paz                                                                 | Bolivia                                                                | 1 – 0                                                                  | Uruguay                                                                | Qual. Mondiali 1998                                                    | -                                                                      | 83’                                                                    |
| 20-8-1997                                                              | Montevideo                                                             | Uruguay                                                                | 1 – 0                                                                  | Cile                                                                   | Qual. Mondiali 1998                                                    | -                                                                      | 74’                                                                    |
| 10-9-1997                                                              | Lima                                                                   | Perù                                                                   | 2 – 1                                                                  | Uruguay                                                                | Qual. Mondiali 1998                                                    | -                                                                      |                                                                        |
| 7-7-1999                                                               | Asuncion                                                               | Argentina                                                              | 2 – 0                                                                  | Uruguay                                                                | Coppa America 1999 - 1º turno                                          | -                                                                      | 58’                                                                    |
| 18-8-1999                                                              | Montevideo                                                             | Uruguay                                                                | 5 – 4                                                                  | Costa Rica                                                             | Amichevole                                                             | -                                                                      |                                                                        |
| 8-9-1999                                                               | Montevideo                                                             | Uruguay                                                                | 2 – 0                                                                  | Venezuela                                                              | Amichevole                                                             | -                                                                      |                                                                        |
| 12-10-1999                                                             | Montevideo                                                             | Uruguay                                                                | 0 – 0                                                                  | Ecuador                                                                | Amichevole                                                             | -                                                                      | 73’                                                                    |
| 15-11-2000                                                             | La Paz                                                                 | Bolivia                                                                | 0 – 0                                                                  | Uruguay                                                                | Qual. Mondiali 2002                                                    | -                                                                      | 14’                                                                    |
| 24-4-2001                                                              | Santiago del Cile                                                      | Cile                                                                   | 0 – 1                                                                  | Uruguay                                                                | Qual. Mondiali 2002                                                    | -                                                                      | 71’                                                                    |
| 1-7-2001                                                               | Montevideo                                                             | Uruguay                                                                | 1 – 0                                                                  | Brasile                                                                | Qual. Mondiali 2002                                                    | -                                                                      |                                                                        |
| 14-8-2001                                                              | Maracaibo                                                              | Venezuela                                                              | 2 – 0                                                                  | Uruguay                                                                | Qual. Mondiali 2002                                                    | -                                                                      | 64’                                                                    |
| 7-11-2001                                                              | Quito                                                                  | Ecuador                                                                | 1 – 1                                                                  | Uruguay                                                                | Qual. Mondiali 2002                                                    | -                                                                      |                                                                        |
| 27-3-2002                                                              | Dammam                                                                 | Arabia Saudita                                                         | 3 – 2                                                                  | Uruguay                                                                | Amichevole                                                             | -                                                                      | 61’                                                                    |
| 16-5-2002                                                              | Shenyang                                                               | Cina                                                                   | 0 – 2                                                                  | Uruguay                                                                | Amichevole                                                             | -                                                                      | 61’                                                                    |
| 21-5-2002                                                              | Singapore                                                              | Singapore                                                              | 1 – 2                                                                  | Uruguay                                                                | Amichevole                                                             | -                                                                      | 54’                                                                    |
| 6-6-2002                                                               | Busan                                                                  | Francia                                                                | 0 – 0                                                                  | Uruguay                                                                | Mondiali 2002 - 1º turno                                               | -                                                                      | 48’ 71’                                                                |
| 11-6-2002                                                              | Suwon                                                                  | Senegal                                                                | 3 – 3                                                                  | Uruguay                                                                | Mondiali 2002 - 1º turno                                               | -                                                                      | 8’ 46’                                                                 |
| 6-6-2004                                                               | Barranquilla                                                           | Colombia                                                               | 5 – 0                                                                  | Uruguay                                                                | Qual. Mondiali 2006                                                    | -                                                                      |                                                                        |
| Totale                                                                 |                                                                        | Presenze                                                               | 24                                                                     |                                                                        | Reti                                                                   | 0                                                                      |                                                                        |